# 苏特廖
苏特廖（義大利語：Sutrio），是意大利乌迪内省的一个市镇。总面积21.06平方公里，人口1380人，人口密度65.5人/平方公里（2009年）。ISTAT代码为030112。